# Henicospora cylindroclavata
Henicospora cylindroclavata är en svampart som först beskrevs av Matsush., och fick sitt nu gällande namn av B. Sutton & P.M. Kirk 1980. Henicospora cylindroclavata ingår i släktet Henicospora, divisionen sporsäcksvampar och riket svampar.   Inga underarter finns listade i Catalogue of Life.